# Elis Bishesari
Elis Ștefan Bishesari (Stoccolma, 19 maggio 2005) è un calciatore svedese, portiere del IFK Göteborg.

## Biografia
Nato in Svezia, ha origini rumene dal ramo materno ed iraniane da quello paterno.

## Carriera

### Club
Cresciuto nel settore giovanile del Brommapojkarna, nel 2023 è passato a quello dell'IFK Göteborg, club con cui ha debuttato in prima squadra il 1º aprile 2024, in occasione dell'incontro di Allsvenskan perso 4-1 contro il Djurgården, complice il grave infortunio al ginocchio occorso a Pontus Dahlberg nel precampionato. Il giorno successivo Bishesari ha firmato il suo primo contratto professionistico con il club biancazzurro, con cui ha concluso la sua prima stagione da professionista con 22 reti subite in 17 partite di campionato. A partire dalla diciannovesima giornata, tuttavia, è stato relegato in panchina come riserva di Jacob Karlstrøm dal tecnico Stefan Billborn, insediatosi meno di due mesi prima.
Con il rientro di Dahlberg, Bishesari ha iniziato la stagione 2025 ancora con lo status di secondo portiere, ma dalla settima giornata è tornato a ricoprire il ruolo di titolare.

### Nazionale
Ha giocato con le nazionali giovanili svedesi Under-17, Under-18, Under-19 ed Under-21.

## Statistiche

### Presenze e reti nei club
Statistiche aggiornate al 5 luglio 2025.
| Stagione        | Squadra         | Campionato      | Campionato | Campionato | Coppe nazionali | Coppe nazionali | Coppe nazionali | Coppe continentali | Coppe continentali | Coppe continentali | Altre coppe | Altre coppe | Altre coppe | Totale | Totale | Totale |
| Stagione        | Squadra         | Comp            | Pres       | Reti       | Comp            | Pres            | Reti            | Comp               | Pres               | Reti               | Comp        | Pres        | Reti        | Pres   | Reti   |        |
| --------------- | --------------- | --------------- | ---------- | ---------- | --------------- | --------------- | --------------- | ------------------ | ------------------ | ------------------ | ----------- | ----------- | ----------- | ------ | ------ | ------ |
| 2024            | IFK Göteborg    | A               | 17         | -22        | CS+CS           | 0+1             | 0               | -                  | -                  | -                  | -           | -           | -           | 18     | -22    |        |
| 2025            | IFK Göteborg    | A               | 8          | -8         | CS+CS           | 2+0             | -3, 0           | -                  | -                  | -                  | -           | -           | -           | 10     | -11    |        |
| Totale carriera | Totale carriera | Totale carriera | 25         | -0         |                 | 3               | -3              |                    | -                  | -                  |             | -           | -           | 28     | -33    |        |